# Norwood (Nueva York)
Norwood es una villa ubicada en el condado de St. Lawrence en el estado estadounidense de Nueva York. En el año 2000 tenía una población de 1,685 habitantes y una densidad poblacional de 314 personas por km².

## Geografía
Norwood se encuentra ubicada en las coordenadas 44°44′54″N 74°59′50″O / 44.74833, -74.99722.

## Demografía
Según la Oficina del Censo en 2000 los ingresos medios por hogar en la localidad eran de $37,150, y los ingresos medios por familia eran $43,068. Los hombres tenían unos ingresos medios de $36,187 frente a los $24,167 para las mujeres. La renta per cápita para la localidad era de $18,063. Alrededor del 62.1% de la población estaban por debajo del umbral de pobreza.